# Династія Пізня Тан
Дина́стія Пізня Тан (кит.: 后唐) — династія, що правила у північному Китаї після падіння династії Пізня Лян у 923 році. Ця династія керувалася шатоськими імператорами з роду Лі. Проіснувала 13 років. Була повалена Ши Цзінтаном у 936 році, який заснував династію Пізня Цзінь.

## Історія
Заснована тюрками-шато на чолі із Ле Кеюном, який брав активну участь у придушенні повстання Хуан Чао проти династії Тан у 870-880-х роках. Надалі його вплив на північному заході імперії поступово збільшувався з огляду на послаблення імператорів Тан. У 907 році після повалення останнього танського імператора Чжу Венєм тюрки-шато стали повністю незалежними. У 911–912 роках вони розбили війська Пізньої Лян. Наступник Лі Кеюна — Лі Цуньсюй у 923 році повалив династію Пізня Лян й оголосив себе імператором відновленої Тан (отримала назву Пізньої Тан), зважуючи на схожість прізвищ (Лі).
Період Пізньої Тан — це період зовнішніх та внутрішніх конфліктів. У 925 році була повалена держава Рання Шу, проте з 926 року почалася боротьба за трон між представниками роду Лі. Згодом Пізня Тан вимушена визнати себе данником імперії Ляо. У 936 році один з вождів-тюрок Ши Цзінтан повалив імператора Лі Цунке, заснувавши династію Пізня Цзінь.